# Barrage de Tsuga
Le barrage de Tsuga (Japonais :津賀ダム) est un barrage dans la préfecture de Kōchi au Japon, il a été achevé en 1941.